# 卡普拉亚和利米泰
卡普拉亚和利米泰（義大利語：Capraia e Limite），是意大利托斯卡纳大区佛罗伦萨广域市的一个市镇。总面积25平方公里，人口7162人，人口密度286.5人/平方公里（2009年）。ISTAT代码为048008。